# Єзьоркі (Августівський повіт)
Єзьоркі (пол. Jeziorki) — село в Польщі, у гміні Августів Августівського повіту Підляського воєводства.
Населення — 315 осіб (2011).
У 1975—1998 роках село належало до Сувальського воєводства.

## Демографія
Демографічна структура станом на 31 березня 2011 року:
|          | Загалом | Допрацездатний вік | Працездатний вік | Постпрацездатний вік |
| -------- | ------- | ------------------ | ---------------- | -------------------- |
| Чоловіки | 155     | 40                 | 97               | 18                   |
| Жінки    | 160     | 44                 | 90               | 26                   |
| Разом    | 315     | 84                 | 187              | 44                   |